# Astrolabe Bay
Die Astrolabe Bay (deutsch „Astrolabebai“, „Astrolabe-Bai“) ist eine große Meeresbucht in der Bismarck-See vor der Nordküste Papua-Neuguineas und ein natürlicher Hafen für die Stadt Madang. 

## Geografie
Die Astrolabe Bay erstreckt sich vom Kap Iris im Süden bis zum Kap Croisilles im Norden. In die Bucht münden die Flüsse Kabenau und Gogol River.

## Geschichte

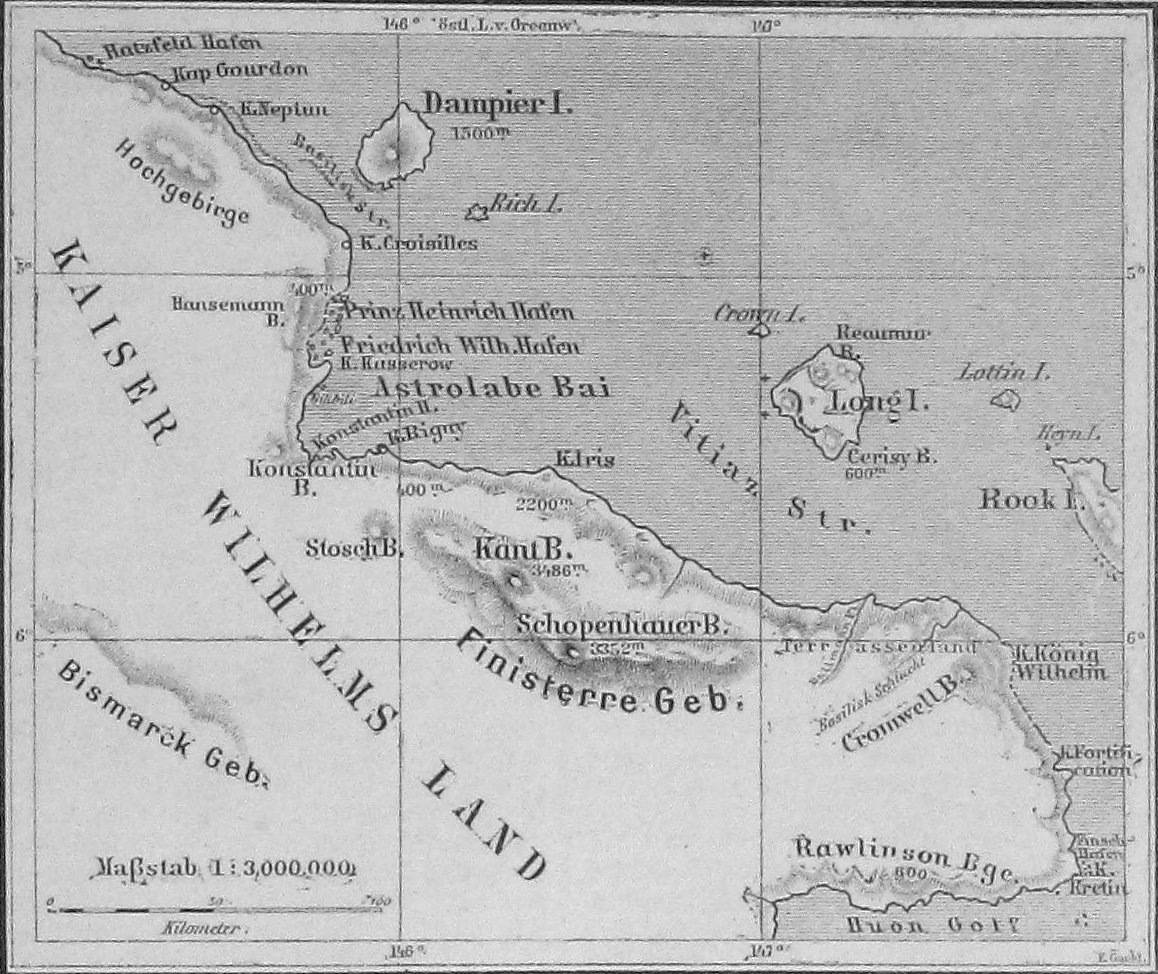
Astrolabe Bai (Karte von 1886)

Die Astrolabe Bay wurde 1827 von Jules Dumont d’Urville entdeckt und nach seinem Schiff Astrolabe benannt. Dieses Schiff wurde seinerseits nach einem anderen benannt, der Astrolabe des verschollenen französischen Entdeckers Jean-François de La Pérouse. Das Astrolabium, nach dem die Schiffe benannt sind, ist ein Instrument zur Navigation auf See.
Während der deutschen Kolonialzeit waren für Deutsch-Neuguinea Friedrich-Wilhelms-Hafen (Madang, Hauptverwaltungssitz der Neuguinea-Kompagnie), Konstantinhafen (eine weitere Station der Neuguinea-Kompagnie), Stephansort (Station der Astrolabe-Compagnie), Alexishafen und Prinz Heinrich-Hafen wichtige Orte an dieser Bucht. Als Küstenschiff der Kolonie verkehrte hier von 1892 bis 1895 die Dampfbarkasse Freiwald.

## Weblink
- Astrolabe Bay auf GeoNames